# Puycornet
Puycornet – miejscowość i gmina we Francji, w regionie Oksytania, w departamencie Tarn i Garonna.
Według danych na rok 1990 gminę zamieszkiwały 544 osoby, a gęstość zaludnienia wynosiła 20 osób/km² (wśród 3020 gmin regionu Midi-Pireneje Puycornet plasuje się na 558. miejscu pod względem liczby ludności, natomiast pod względem powierzchni na miejscu 356.).